# Apogon semiornatus
Apogon semiornatus es una especie de pez de la familia de los apogónidos en el orden de los perciformes.

## Morfología
Los machos pueden llegar a alcanzar los 7,5 cm de longitud total.

## Distribución geográfica
Se encuentran desde el Mar Rojo y el Golfo de Omán hasta KwaZulu-Natal (Sudáfrica), el sur del Japón y Australia.